# Europaväg

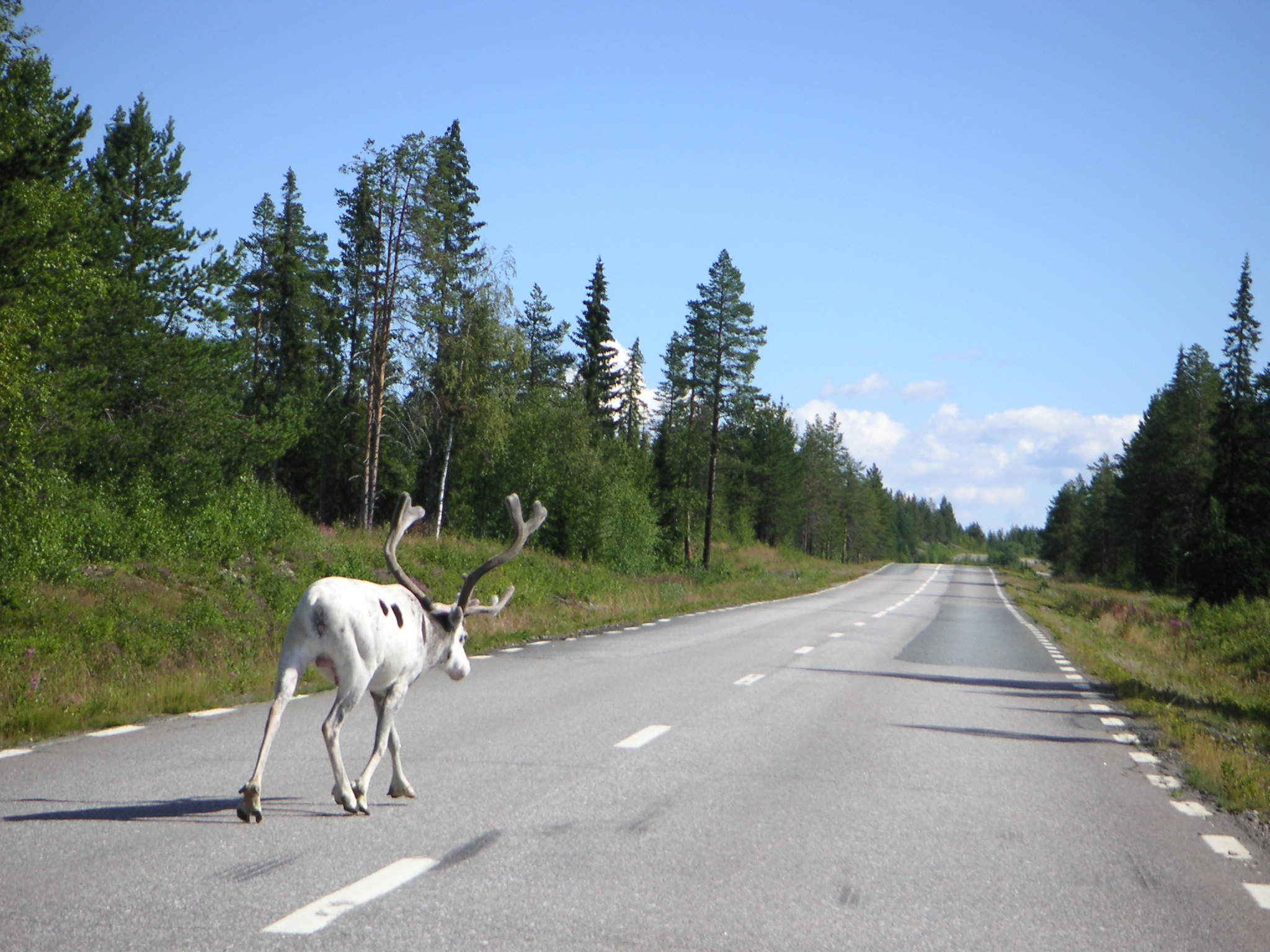
En europaväg, detta är E45 mellan Sorsele och Slagnäs.

Europavägar är ett vägnät som förbinder Europas länder. Europavägar numreras med ett E följt av ett ett- till tresiffrigt tal. FN:s ekonomiska kommission för Europa är ansvarig myndighet för numreringen av europavägarna.
Se även Lista över europavägar.

## Historia
År 1950 antogs den första resolutionen om europavägar av FN:s ekonomiska kommission för Europa. Den infördes cirka år 1962 i Sverige i samband med en stor reformering av nummersystemet. På motsvarande sätt införde man i Norge 1965 europavägar i samband med en stor reform. Dessa två länder inkorporerade europavägarna i sina nationella system så att de i allmänhet inte hade andra nummer. I Belgien och Jugoslavien valde man att inte skylta nationella vägnummer längs europavägarna. I Östtyskland skyltades motorvägar med bara europavägnummer eftersom de inte hade några nationella nummer. I nästan alla övriga länder skyltades europavägar parallellt med nationella vägnummer, inklusive i Danmark. I Storbritannien och Irland skyltades inga europavägar alls.
År 1975 antogs en ny internationell överenskommelse. Det nya systemet innebar omnumrering av nästan alla europavägar. Det gjordes bland annat för att få fler europavägar. För detta användes en logisk princip för numreringen, hämtad från USA:s vägsystem och Tyskland:s motorvägar nummer 1–9. Detta infördes i många länder 1985. Danmark införde förändringen cirka 1990 såsom den var skriven, samtidigt som de gjorde en stor reform av sitt nummernät och då införde europavägsnummer som enda nummer längs de vägarna enligt samma princip som Sverige.
Sverige och Norge tog fram ett förslag till ändring av 1975 års överenskommelse som innebar att E4 och E6 skulle behålla sina nummer där de skulle blivit E55 respektive E47. Anledningen var att vägnumren redan hade blivit väletablerade, och att kostnaden för omskyltning skulle bli hög. Förslaget accepterades av de andra länderna och i denna form godkändes det nya systemet av Sveriges riksdag den 7 maj 1992.

## Omfattning

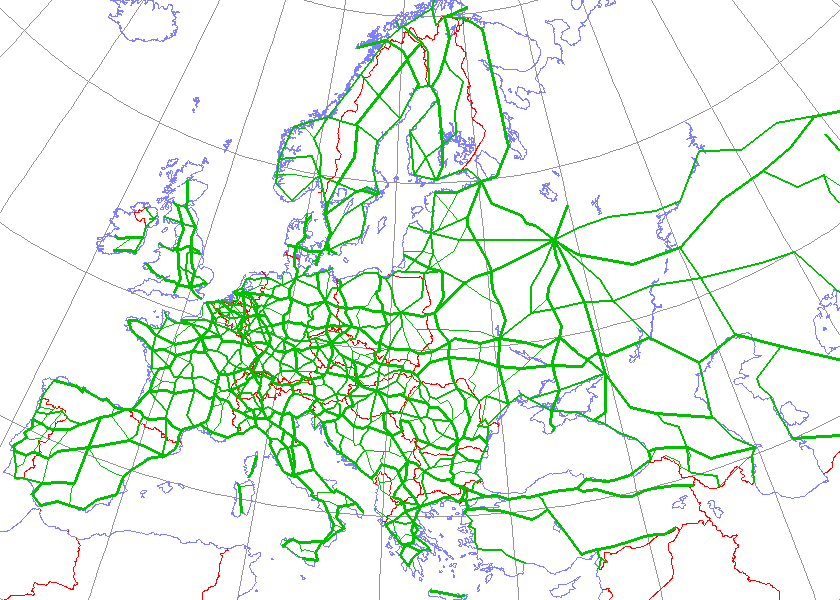
Nätet av europavägar.

Överenskommelsen från 1975 har ännu inte införts av alla europeiska länder. Följande länder deltog per den 25 maj 2006: Azerbajdzjan, Belarus, Belgien, Bosnien och Hercegovina, Bulgarien, Danmark, Estland, Finland, Frankrike, Georgien, Grekland, Italien, Kazakstan, Kroatien, Lettland, Litauen, Luxemburg, Moldavien, Nederländerna, Nordmakedonien, Norge, Polen, Portugal, Rumänien, Ryssland, Schweiz, Serbien, Montenegro, Slovakien, Slovenien, Spanien, Sverige, Tjeckien, Turkiet, Tyskland, Ukraina, Ungern och Österrike.
Armenien och Albanien gick med under sommaren 2006.
Utanför stod alltså Storbritannien (som har europavägar men inte skyltar dem), Irland (som skyltar dem sedan 2010), samt Cypern, Island, Malta och mikrostaterna (som inte har europavägar).

## Utvidgningar
Utvidgningar av nätet har gjorts efter 1992.
Norra Europa
- E67 Warszawa–Helsingfors 1990-talet.
- E134 och E136 lades till i Norge 2000.
- E8 förlängdes i Finland 2002.
- E263, E264 och E265 lades till i Baltikum 2004–2010.
- E45 förlängdes i Sverige 2006 (skyltad 2007), och i Finland och Norge 2017 (skyltad 2018).
- E16 förlängdes i Sverige och Norge 2011 (skyltad 2012).

Östra Europa
- Ett antal nya europavägar lades till i Sibirien och Centralasien 2001.
  - E121–E127
  - E001–E017, senare E017–E019
- E22, E30, E38, E40, E60 förlängdes till Sibirien/Centralasien 2001–2004.
- I Rumänien, Bulgarien och Turkiet infördes några nya europavägar efter 2000.

I resten av Europa har några enstaka ändringar gjorts efter 1992.

## Numrering
Det finns tre typer av europavägar:
1. referensvägar (engelska: reference roads),
2. mellanvägar (intermediate roads) och
3. anslutningsvägar (branch, link and connecting roads).

Grundprinciperna i numreringen är att vägar i nord–sydlig riktning numreras med udda tal och öst–västliga vägar numreras med jämna tal. Numreringen för vägarna börjar i norr respektive väster. I princip ligger de i nummerordning, udda och jämna i var sin serie.

### Referensvägar
För att få struktur i numreringen har FN:s ekonomiska kommission för Europa angett ett antal referenspunkter. Dessa referenspunkter kan vara större städer, gränsövergångar eller knutpunkter för vägar. Mellan dessa referenspunkter går 28 referensvägar, 10 + 9 nord–sydliga och 9 öst–västliga, normalt långa och gående tvärs genom Europa.
Det finns två sätt att numrera dem. De egentliga referensvägarna har tvåsiffriga nummer och de nord–sydliga slutar alltid med siffran 5 och de öst–västliga med siffran 0. Dessutom finns nio nord–sydliga referensvägar öster om E95, som har tresiffriga nummer: E101, E105, E115, E117, E119, E121, E123, E125 samt E127. De lades till 1999–2002. Det finns inte några tresiffriga öst–västliga referensvägar.

### Mellanvägar
Övriga europavägar som går i nord–sydlig respektive öst–västlig riktning kallas mellanvägar. Dessa har också tvåsiffriga nummer och jämna tal anger öst–västliga vägar och udda tal nord–sydliga vägar. Numreringen följer referensvägarnas numrering så att vägarna E12, E14, E16 och E18 har ett läge (i nummerordning) som ligger mellan de två referensvägarna E10 och E20. Dessa vägar är oftast inte lika långa som referensvägarna.

### Anslutningsvägar
Anslutningsvägar är europavägar som går mellan två europavägar, referensvägar eller mellanvägar. De är normalt ganska korta (50–500 kilometer), några är lite längre. Dessa vägar numreras med tresiffriga nummer där den första siffran är densamma som närmsta referensvägen norr om aktuell väg och andra siffran är den samma som närmsta referensväg väster om aktuell väg. Anslutningsvägar öster om E101 (i praktiken endast vägar öster om E115) har inte detta system utan istället tresiffriga nummer som börjar med 0. Det finns anslutningsvägar som börjar på 1, men de har jämna nummer (E134 och E136). Udda tresiffriga nummer som börjar med 1 är referensvägar.

### Oregelbundenheter
Europavägarna anger inte alltid närmsta eller bästa väg mellan två orter.
I norra Europa (Sverige, Polen, Estland, Finland, Lettland och Litauen) finns ett antal oregelbundenheter i europavägsnumreringen – sträckningar där man frångått principen om numrens nord–sydliga och väst–östliga ordning. Det är vägarna E4, E6, E8, E12, E63, E67, E75 och E77. I Tyskland och Belgien är inte E42, E44, E46 samt E49 och E51 i helt rätt ordning. I Sydeuropa går E62 söder om E64 en bit, och E82 går på fel sida om E80.
Skälen till oregelbundenheterna är mestadels (förutom E4 och E6 som hade politiska skäl, se historieavsnittet) att de har ändrats senare och det hade varit svårt att hålla ihop nummersystemet utan stora ändringar av flera vägar, vilket man ville undvika. Vitsen med systemet är i första hand att hjälpa trafikanter, och principen med snygg ordning i systemet får vara underordnad.
En annan typ av oregelbundenhet är att vissa europavägar går omvägar och bitvis bryter mot huvudriktningen. Exempelvis går E20 och E22 i Sverige bitvis nord–sydligt och öst–västligt i övrigt. Effekten blir att det blir stora omvägar att följa dem långa sträckor, till exempel E20 Malmö–Stockholm och E22 Malmö–Norrköping. E4, E6 och E8 går i fel riktning, dock konsekvent så att stora omvägar undviks.

### Sverige
I Sverige finns det elva europavägar, plus tre som inte går på svensk mark utan börjar vid färjelägen mot utlandet, totalt 14.
Därav är fem referensvägar vilka är E10, E20, E45, E65, plus E55 som inte har någon vägsträckning i Sverige utan börjar vid färjeläget i Helsingborg, även om det ursprungligen var tänkt att den skulle gå från norra Finland, fast sträckan inom Sverige och Finland fick heta E4 när den infördes. E45 förlängdes 2006 mellan Karesuando och Göteborg i Sverige och började innan dess vid en kajkant i Göteborg.
Utöver det finns mellanvägarna E4, E6, E12, E14, E16, E18 och E22 i Sverige, plus E47 och E265 som börjar i färjelägen mot utlandet.

## Skyltning

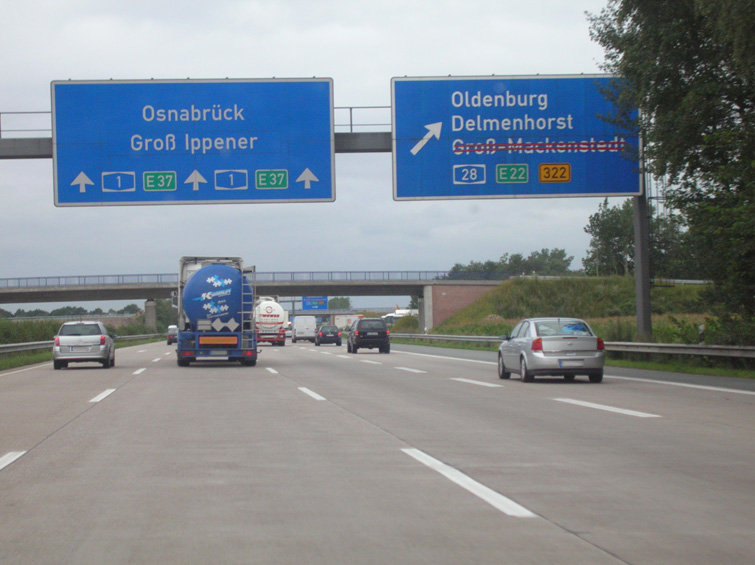
En korsning mellan E22 och E37 i Tyskland – här finns det tydliga europavägsskyltar.

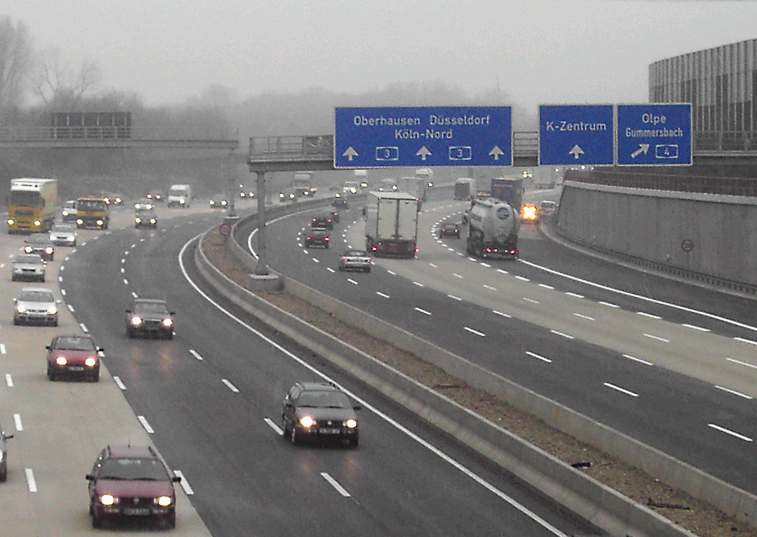
En korsning mellan E35 och E40 i Tyskland – inga europavägsskyltar.

Europavägar skyltas alltid med en rektangulär skylt med grön botten, vit ram och vit text. Olika länder har olika bestämmelser och riktlinjer för skyltning av europavägar.
I vissa europeiska länder, såsom Sverige, Serbien, Danmark, Norge och Belgien, används europavägsnumret som det primära vägnumret. I Sverige, Danmark, Norge är europavägarna integrerade i vägnätet, och de har inget annat nationellt nummer. I Belgien, Serbien med flera har europavägarna ett nationellt nummer, men bara europavägsnumrena skyltas (även om internationella kartböcker ofta har med båda).
I många länder, exempelvis Tyskland, Schweiz, Frankrike, Finland och Polen är den huvudsakliga skyltningen det nationella vägnumret, men det brukar gå att följa europavägsskyltningen också i de länderna även om det kan vara svårt i vissa fall, till exempel i Tyskland. I Storbritannien skyltas inte europavägarna alls.
Enligt 1975 års överenskommelse är skyltning av europavägar obligatorisk, men kan kombineras med nationella vägnummer.

## Standard

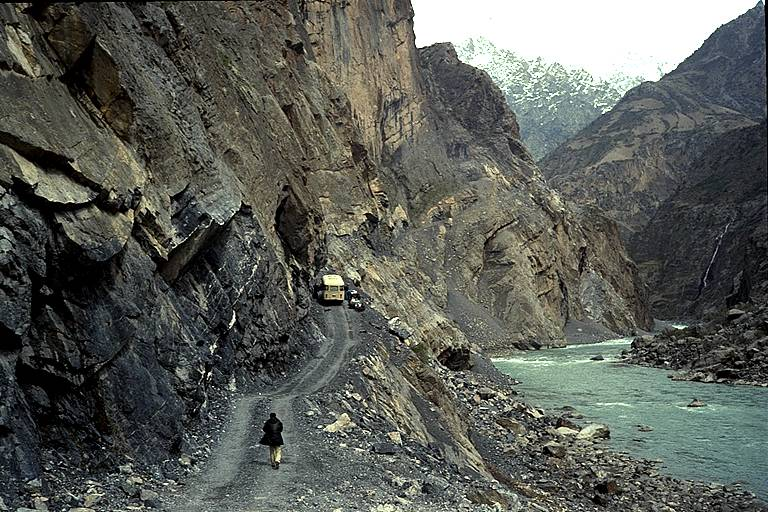
E008 har extremt låg standard.

I avtalet (1975 års överenskommelse) anges krav på standarden för att en väg skall få märkas som europaväg. De krav som ställs är egentligen att den skall vara belagd med permanent asfalt/betongbeläggning, att den ska vara minst 8,4 meter bred, inte ha för skarpa kurvor, vara huvudled, gå runt tätbebyggda områden, och många andra krav. De ska ha tillräcklig kapacitet för att undvika köbildning och helst vara motorväg eller motortrafikled.
Kraven gäller i första hand nybyggda sträckor. Förvisso har man inte hållit särskilt hårt på standardkraven när nya vägar lagts till. De kan ha nästan vilken standard som helst, motorväg eller en smal väg som genomkorsar tätorter. Exempelvis har E45 i Sverige ned till 6 meters bredd, liksom bitar av norska vägar.
I praktiken tolereras knappast vägar som är smalare än sex meter, eftersom lastbilar då får svårt att mötas, och inte heller grusvägar på grund av bärigheten för lastbilar. Kravet på vägbeläggning ledde till att E6 i Norge först 1983 skyltades som E6 fram till Kirkenes, innan dess var inte hela vägen belagd. E10 längst ut på Lofoten är smalare än sex meter, och turistbussarna har svårt att ta sig fram, men den har ändå fått europavägstatus.

## Längsta och kortaste europavägarna
| Nummer | Längd (km) | Inom Europa |
| E40    | 8 500      | 4 100       |
| E60    | 6 200      | 3 900       |
| E30    | 6 050      | 5 030       |
| E22    | 5 320      | 4 600       |
| E80    | 5 620      | 4 110       |
| E45    | 5 190      | 5 190       |
| E50    | 4 910      | 4 910       |
| E70    | 4 550      | 3 920       |
| E75    | 4 340      | 4 340       |

Principen är att referensvägarna som slutar på 0 och 5 ska gå genom Europa och därför är längst. Längsta europavägarna inom ett land är E22 (3 080 kilometer), E105 (2 970 kilometer), E30 (2 900 kilometer), samtliga inom Ryssland, och E6 (2 630 kilometer inom Norge).
De kortaste europavägarna är E821, som är 20 kilometer lång, E844, som 22 kilometer lång, och E32 som är 30 kilometer lång. Den kortaste europavägen inom ett land är E4, som är 800 meter inom Finland.
Den längsta omvägen längs en europaväg (alltså en europavägssträcka jämfört med den kortaste möjliga vägen mellan ändpunkterna) är längs E40 Calais–Ridder, där det går att åka en 2 200 kilometer kortare genväg längs bland annat E30. För E6 Trelleborg–Kirkenes finns en väg bland annat längs E4, E10 och E45 som är 820 kilometer kortare.

### Nordligaste, västligaste, sydligaste och östligaste europavägarna
- Nordligast är E69, Nordkap, Norge, 71°10′N 25°48′Ö / 71.167°N 25.800°Ö
- Västligast är E1, Lissabon, Portugal, 38°42′N 9°10′V / 38.700°N 9.167°V
- Sydligast är E75, Kreta, Grekland, 35°6′N 25°49′Ö / 35.100°N 25.817°Ö
- Östligast är E127, Majqapsjaghaj, Kazakstan, 47°30′N 85°36′Ö / 47.500°N 85.600°Ö

### Högsta och lägsta europavägarna
I Tadzjikistan och Kirgizistan finns mycket höga bergspass på långt över 3 000 meters höjd, till exempel längs E008 på 4 272 meters höjd och E123 på 3 372 meters höjd över havet. Högst belägna europavägen i Europa är E62 vid Simplonpasset (2 005 meter över havet) i Schweiz. För en del viktiga sträckor i Europa som förr gick över högre pass, finns numera långa tunnlar byggda.
Lägsta europavägen är E39, som går ner till 262 meter under havet i Bömlafjordtunneln i Norge.

## Broar och tunnlar
Den längsta bron på en europaväg är Krimbron (18,1 kilometer) på E97.
Den längsta tunneln är Lærdalstunneln (24,5 kilometer) på E16.

## Havsavbrott och färjor
Många europavägsnummer korsar någonstans ett hav. Oftast finns det färjeförbindelser mellan europavägspunkter med hav emellan, till exempel E45 Göteborg–Fredrikshavn, E22 Sassnitz–Trelleborg, E12 Umeå–Vasa, eller E20 Stockholm–Tallinn, men så är långt ifrån alltid fallet. E22 Norrköping–Ventspils är ett exempel på ett färjelöst avbrott i en vägnummersträckning. Ett annat är E20 Esbjerg–Hull och ett tredje E90 mellan Barcelona och Sicilien. I dessa fall har det varit avsett att färjeförbindelser skulle finnas även här. De kan ha funnits men lagts ned.
Det finns oftast alternativa färjemöjligheter, till exempel Nynäshamn–Ventspils. I fallet E90 är det ett riktigt ordentligt havsavbrott, eftersom det inte finns något alternativ värt namnet, endast en nästan dubbelt så lång kombination av färjor via Korsika eller den ännu längre landvägen genom hela Italien.
Den färjerikaste europavägen är E39 som har inte mindre än nio färjesträckor, åtta mer eller mindre korta inom Norge samt en längre färjesträcka Norge–Danmark.